# Leota (Minnesota)
Leota – jednostka osadnicza w Stanach Zjednoczonych, w stanie Minnesota, w hrabstwie Nobles.